# Bildungs- und Wissenschaftszentrum der Bundesfinanzverwaltung
Das Bildungs- und Wissenschaftszentrum der Bundesfinanzverwaltung (BWZ) ist innerhalb der deutschen Zollverwaltung zuständig für Aus- und Fortbildung, Erstellung zolltariflicher Gutachten, Untersuchung von Proben der Zolldienststellen, Wissensmanagement und Weiterentwicklung der internen Steuerungsinstrumente.

## Geschichte
Das BWZ ist seit 1. Januar 2016 nach einer Restrukturierung der Bundeszollverwaltung als Direktion IX in die neue gegründete Generalzolldirektion eingegliedert.
Bereits zuvor war das BWZ im Rahmen des Projektes Strukturentwicklung der Zollverwaltung (PSZ) aus verschiedenen vorher selbständigen Dienststellen zusammengefasst worden und war seither unmittelbar dem Bundesministerium der Finanzen unterstellt gewesen.
Mit der damaligen Neustrukturierung waren die vormaligen Bezeichnungen ZLA (Zolllehranstalt) und ZPLA (Zolltechnische Prüfungs- und Lehranstalt) für Dienststellen zur dezentralen Aus- und Fortbildung, Erstellung zolltariflicher Gutachten und Untersuchung von Proben sowie die vormalige Bezeichnung BZ (Bildungszentrum) für Dienststellen zur zentralen Aus- und Fortbildung weggefallen.

## Organisatorische Gliederung
Das BWZ besitzt folgende Arbeitsbereiche und Dienstsitze:
| Arbeitsbereich                                                            | Dienstsitz(e) |
| ------------------------------------------------------------------------- | --- |
| Aus- und Fortbildung                                                      | Münster, Plessow, Sigmaringen, Rostock, Erfurt, Bremen, Freiburg, Fürth, Hannover, Karlsruhe, Krefeld, Leipzig, Neustadt adW, Stuttgart |
| Fachbereich Finanzen der Hochschule des Bundes für öffentliche Verwaltung | Münster |
| Wissenschaft und Technik                                                  | Berlin, Frankfurt, Hamburg, Köln, München                                                                                               |
| Zollhundeschulen                                                          | Bleckede, Neuendettelsau |

## Aufgaben der Arbeitsbereiche
- Aus- und Fortbildung:[3][4] Theoretische Ausbildung von Anwärtern für den mittleren Dienst, Teile der theoretischen Ausbildung für Anwärter des gehobenen Dienstes, Fortbildung für Angehörige der Bundesfinanzverwaltung (Vertiefung des Fachwissens, Verhaltens- und Führungsschulungen, Fremdsprachen, waffenlose Selbstverteidigung, Schießausbildung)
- Fachbereich Finanzen: Ausbildung von Anwärtern für den gehobenen Dienst im Rahmen eines Fachhochschulstudiums[3], Ausbildung von Anwärtern für den gehobenen Verwaltungsinformatikdienst im Rahmen eines Fachhochschulstudiums[5]
- Wissenschaft und Technik: Untersuchung, Analyse und Begutachtung von Waren zur Einreihung der Waren in den Zolltarif und die Marktordnungs-Warenliste, zur Prüfung von Verboten und Beschränkungen (z. B. Betäubungsmittel oder Artenschutz) sowie im Rahmen der Verbrauchsteuergesetze.
- Zollhundeschulen: Aus- und Fortbildung von Zollhunden und Zollhundeführern.
- Steuerungsunterstützung Zoll: Umsetzung, Pflege und Weiterentwicklung des internen Steuerungskonzeptes und des Controllings, Kosten- und Leistungsrechnung, Kosten- und Leistungsplanung, Durchführung von Wirtschaftlichkeitsberechnungen. Die fachlichen Weisungen erhält die Stütz Zoll unmittelbar aus dem Bundesfinanzministerium.
- Informations- und Wissensmanagement Zoll:[6] Beantwortung allgemeiner Anfragen von Privatpersonen und Unternehmen zu den verschiedenen Bereichen des Zollrechts, zur Finanzkontrolle Schwarzarbeit sowie Auskünfte zu Zollnummern.